# Hällevattnet
Hällevattnet är en sjö i Tanums kommun i Bohuslän och ingår i Strömsåns huvudavrinningsområde. Sjön är 4 meter djup, har en yta på 0,016 kvadratkilometer och är belägen 154 meter över havet.